# Gen phân mảnh

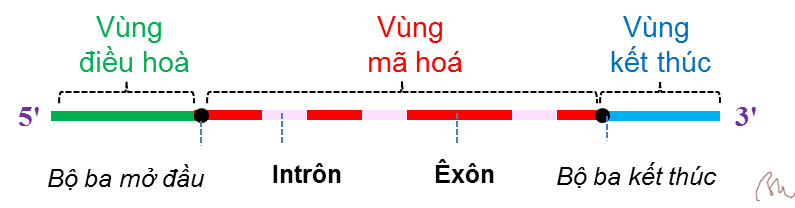
Trong gen cấu trúc của sinh vật nhân thực, vùng mã hoá có những "mảnh" mang thông tin mã hoá amino acid gọi là êxôn (màu đỏ) xen kẽ với những "mảnh" không chứa thông tin về amino acid gọi là intrôn (hồng). Do đó, nó là gen phân mảnh, mang mã di truyền gián đoạn.

Gen phân mảnh là gen có trình tự mã hóa không liên tục, trong vùng mã hoá của nó có các đoạn êxôn mã hóa amino acid xen kẽ với các đoạn intrôn không có mã. Đây là thuật ngữ thuộc lĩnh vực sinh học phân tử, trong tiếng Anh là interrupted gene hoặc split gene, đã được dịch ra tiếng Việt là "gen phân mảnh" hoặc "gen gián đoạn". Loại gen này phổ biến trong bộ gen của sinh vật nhân thực; ngược lại chưa phát hiện được ở sinh vật nhân sơ, hoặc mới chỉ tìm thấy ở một số ít vi khuẩn. 

## Tổng quan
Cho đến nay, người ta đã phát hiện ra gen nói riêng hay DNA nói chung gồm ba loại "mảnh":  
- (1) Các "mảnh" êxôn mang thông tin mã hóa amino acid và do đó có biểu hiện gen;
- (2) Các "mảnh" intrôn không có mã di truyền, nằm xen kẽ với các đoạn êxôn;
- (3) Các "mảnh" không có mã di truyền, nằm ngoài vùng mã hóa (không xen kẽ với êxôn và intrôn) có chức năng điều hòa và cấu trúc, gọi là những đoạn liên quan.

Ở các sinh vật nhân thực đã được nghiên cứu: loại (1) chiếm trung bình ngót 2%, loại (2) chiếm khoảng 24% còn loại (3) chiếm gần 75%. Chẳng hạn bộ gen của người có 26.564 gen (dự án bộ gen người xây dựng tháng 10 năm 2003) thì chứa 233.785 exon và 207.344 intron. Vậy tính chung thì có 8,8 exon và 7,8 intron trên mỗi gen, còn lại là các "mảnh" dùng làm chỗ bám cho enzim nhân đôi, enzym phiên mã, để điều hòa và tạo cấu trúc với histon trong nhiễm sắc thể. Đây là kết quả của quá tiến hóa lâu dài trong lịch sử sinh giới.

## Lược sử

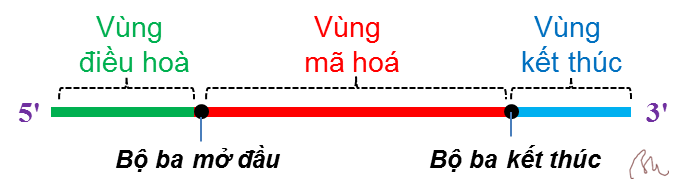
Các vùng của một gen cấu trúc ở vi khuẩn không có intrôn.

- Từ những năm 1960 - 1970, đã có nhiều nghiên cứu về gen, giúp khoa học hiểu được mỗi gen mã hóa prôtein có ba vùng là: vùng điều hòa, vùng mã hóa và vùng kết thúc (xem hình bên).

1. Vùng điều hòa ở đầu 3’ của mạch gốc (cũng là đầu 5' ở mạch bổ sung) có 2 đoạn chính:
  1. Đoạn khởi động phiên mã (promotor) là nơi RNA pôlymêraza nhận biết và liên kết để khởi động phiên mã. Nó có trình tự nuclêôtit phù hợp theo nguyên tắc bổ sung với đoạn nhận biết của RNA pôlymeraza tương ứng.
  2. Đoạn điều hòa phiên mã có trình tự nuclêôtit đặc hiệu để prôtêin điều hòa bám vào khi cần bất hoạt gen này.
2. Vùng mã hoá mang thông tin về amino acid. Đó là chuỗi pôlynuclêôtit mang dãy các bộ ba mã di truyền. Tế bào nhân sơ có vùng mã hóa liên tục, nên gọi là gen không phân mảnh; còn tế bào nhân thực có vùng mã hóa không liên tục: gồm các đoạn intrôn không có mã xen kẽ với các đoạn êxôn có mã, nên gọi là gen phân mảnh, trong đó các bộ ba mã di truyền nằm gián đoạn do bị các intrôn xen vào.
3. Vùng kết thúc ở đầu 5’ của mạch gốc (cũng là đầu 3' ở mạch bổ sung) mang tín hiệu chấm dứt phiên mã.

- Mô hình trên đã được chứng minh ở nhiều loài vi khuẩn. Do đó, người ta tưởng các loài nhân thực cũng như vậy. Tuy nhiên, một số thí nghiệm tiến hành vào những năm cuối của thập niên 1970 lại cho kết quả khác.

-        Nhà hóa sinh học Pháp Pierre Chambon và cộng sự mô tả vào năm 1977 rằng gen ovalbumin của gà mã hóa cho protein ovalbumin gồm 386 amino acid, nhưng RNA của nó lại ngắn hơn đáng kể so với gen tương ứng. Bởi thế đã xuất hiện giả thuyết "gen khảm", nghĩa là một gen có thể bị "khảm" những đoạn không phải là gen.
-        Các thí nghiệm của Richard J. Roberts và Phillip A. Sharp cũng như của Walter Gilbert cho nhận xét tương tự. Đặc biệt là khi áp dụng kĩ thuật lai axit nuclêic, các nhà nghiên cứu nhận thấy khi lai đoạn mạch đơn DNA gốc với chính mạch RNA do nó sinh ra, thì thu được mạch kép lai khá hoàn hảo, nhưng lại có vòng (loop) lồi lên giữa hai mạch đã liên kết. Điều này có nghĩa là gen dài hơn RNA của nó và đoạn dài hơn có thể đã bị cắt bỏ, tạo thành các đoạn DNA rác.
- Những thành tựu nghiên cứu tiếp theo của Richard J. Roberts, Phillip A. Sharp và Walter Gilbert vào năm 1978 đã phát hiện ra êxôn, intrôn và tên "gen phân mảnh" xuất xứ từ đó. Cùng với các thành tựu khác, những nhà khoa học này đều đã nhận giải thưởng Nobel năm 1980.[11]
- Sau này, người ta đã phát hiện các loài sinh vật nhân thực ở bậc thấp, nhưng cũng có gen phân mảnh. Ngoài ra, người ta còn phát hiện quá trình tổng hợp tRNA cũng đòi hỏi chế biến như xử lý mRNA, nghĩa là nó cũng bị cắt bỏ những trình tự nuclêôtit nhất định, sau đó là thắt và nối. Nghĩa là gen gián đoạn không chỉ có ở gen cấu trúc tổng hợp mRNA, mà còn có ở gen tRNA và các loại khác.

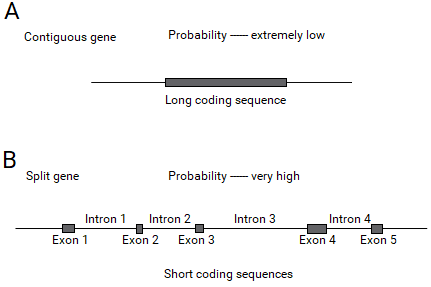
Gen liên tục và gen phân mảnh. (A) Một gen liên tục sẽ được phiên mã liên tục và bản phiên (mRNA) được sử dụng ngay. (B) Ngược lại, gen gián đoạn tạo ra bản phiên cần xử lý, kích thước giảm nhiều.

- Gen cấu trúc của vi khuẩn mang chuỗi mã hoá dài (long coding sequence) gọi là gen liên tục hoặc gen không phân mảnh (hình bên, chú thích A), nên sau khi phiên mã là có thể tạo ra ngay mRNA làm khu hoặc ôn dịch mã, vì mRNA chỉ mang dãy liên tục các bộ ba mã di truyền; thậm chí phiên mã có thể tiến hành cùng lúc với dịch mã do không bị màng nhân ngăn cách.[4][5] Nhưng ở sinh vật nhân thực, thì phiên mã xong mới chỉ tạo thành RNA sơ khai (pre-RNA), mang các đoạn "thừa" cho dịch mã là những intrôn, nên RNA sơ khai bao giờ cũng phải qua quá trình chế biến mới tạo ra RNA trưởng thành (mature RNA).[12]

## Ý nghĩa

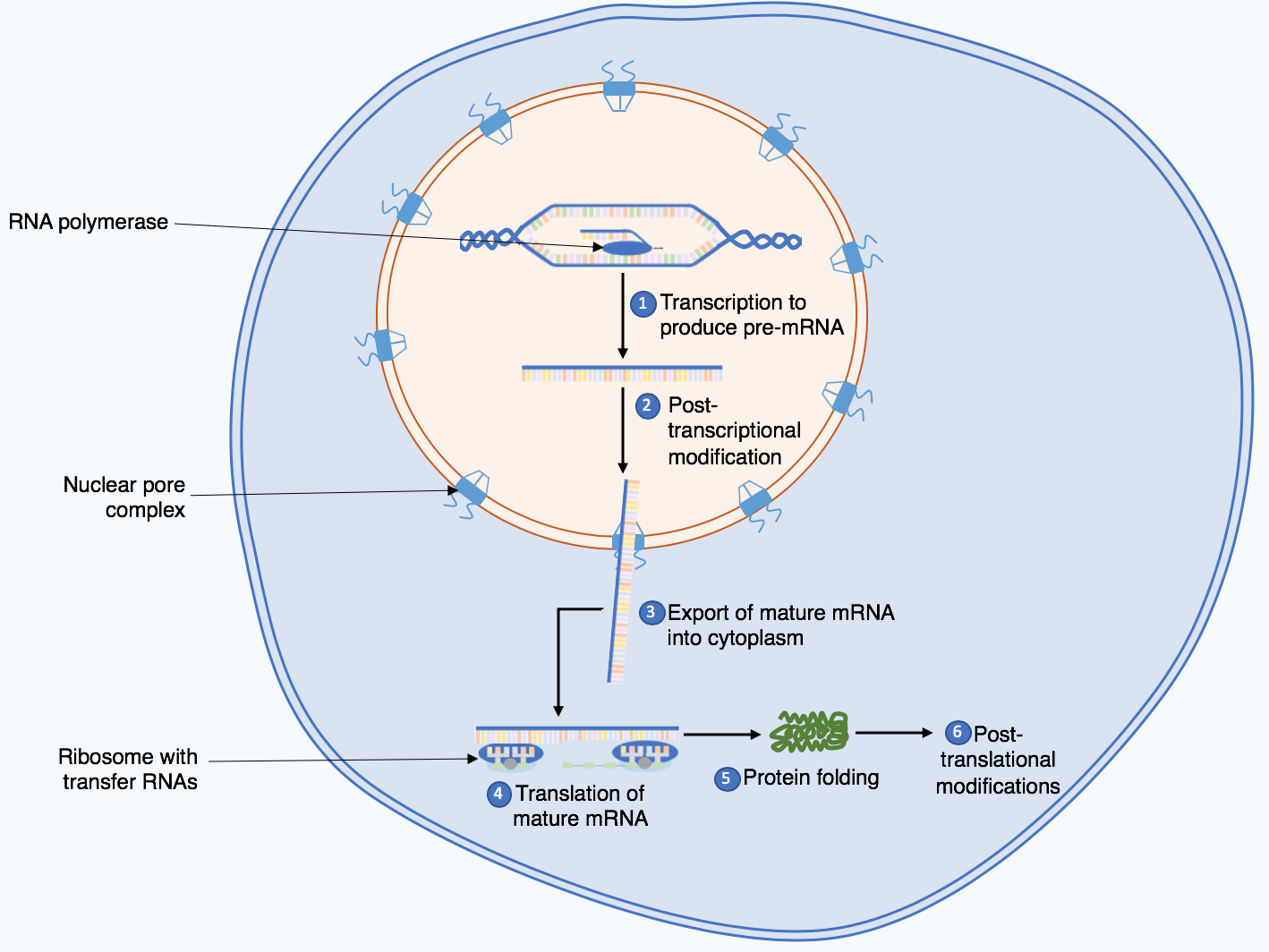
Một số giai đoạn chính ở tế bào nhân thực: 1 = phiên mã, 2 = biến đổi sau phiên mã, 3 = xuất khẩu RNA, 4 = dịch mã, 5 = nâng cấp cấu trúc bản dịch, 6 = biến đổi sau dịch mã.

Các đoạn intrôn trong gen phân mảnh không mang chuỗi bộ ba mã di truyền, là thừa về mặt thông tin, nhưng lại cần thiết cho cấu trúc của DNA trong nhiễm sắc thể, góp phần bảo vệ, lưu giữ thông tin di truyền.
Vì có những "mảnh" thừa này, nên việc cắt bỏ chúng là cần thiết để giúp khuôn phiên mã là RNA trưởng thành gọn hơn rất nhiều. Đó là biến đổi sau phiên mã (Post-transcriptional modification) hay xử lý RNA.
Sau khi tạo ra protein, thì bản dịch mã này lại có thể biến đổi nữa. Đó là biến đổi sau dịch mã (Post-translational modification) để tạo ra sản phẩm khác, thường là những phức hợp có chức năng đặc biệt, như quá trình Palmitôlêyô hoá protein.